# امپراتور دوزونگ
امپراتور دوزونگ (۱۲۴۰–۱۲۷۴ میلادی) پانزدهمین امپراتور دودمان سونگ چین و هشتمین امپراتور سونگ جنوبی بود. او برادرزادهٔ امپراتور لی زونگ بود که از ۱۲۶۴ تا ۱۲۷۴ میلادی سلطنت کرد.
دورهٔ حکومت او مملوء از شورش‌های مختلف و ناآرامی بود. مغولان چندین دهه برای تصرف کلیه خاک چین وقت صرف کرده بودند و اینک قصد تسخیر کامل سونگ جنوبی را داشتند. امپراتور دوزونگ که فردی بی‌تجربه برای اداره امور حکومتی بود، تمامی قدرت را در اختیار صدراعظم بی‌کفایت خویش - جیا سیدائو - واگذارد و در مقابل به خوش‌گذرانی پرداخت.
در ۱۲۷۴ میلادی آخرین نبرد قطعی با مغولان به وقوع پیوست. مغولان موفق به شکست کامل ارتش سونگ و تسخیر آخرین پادگان مهم نیروهای سونگ شدند. اخبار این شکست موجب ترس و وحشت فراوان در کلیه قلمرو امپراتوری شد اما جیا سیدائو اجازه نداد این خبر به امپراتور دوزونگ برسد.
دوزونگ مدتی بعد در همان سال درگذشت و سلطنت به پسر چهار ساله‌اش رسید. دوزونگ عملاً آخرین امپراتور دودمان سونگ به حساب می‌آید که می‌توانست در صورت کفایت و لیاقت کافی، مانع از سقوط این دودمان شود.